# 臥牛城 (肥前国)
臥牛城（がぎゅうじょう）は、佐賀県三養基郡みやき町原古賀にあった日本の城（山城）。

## 概要
三養基郡みやき町の背振山地南方にある標高70mの丘陵に位置する。池を挟んで北には白虎山城があり、ともに綾部城の支城だった。築城年代は不明だが、一色氏の命で綾部幸郷や綾部幸依が建武年間に築いた可能性が強い。元亀2年（1571年）に綾部鎮幸が龍造寺隆信に攻め滅ぼされた際、廃城となった。